# Wereldkampioenschappen kunstschaatsen 1995
De Wereldkampioenschappen kunstschaatsen is een evenement dat georganiseerd wordt door de Internationale Schaatsunie.
Het WK toernooi van 1995 vond plaats in Birmingham (Engeland). Het was voor de negende keer dat de Wereldkampioenschappen Kunstschaatsen in het Verenigd Koninkrijk werden gehouden, in 1898, 1902 (mannen), 1928 (vrouwen en paren), 1929 (mannen), 1937 (mannen en vrouwen) en 1950 vonden ze in de hoofdstad Londen plaats en in 1912 (mannen en paren) en 1924 (paren) in Manchester.
Voor de mannen was het de 85e editie, voor de vrouwen de 75e editie, voor de paren de 73e editie, en voor de ijsdansers de 43e editie.

## Historie
De Duitse en Oostenrijkse schaatsbond, verenigd in de "Deutscher und Österreichischer Eislaufverband", organiseerden zowel het eerste EK Schaatsen voor mannen als het eerste EK Kunstrijden voor mannen in 1891 in Hamburg, Duitsland, nog voor het ISU in 1892 werd opgericht. De internationale schaatsbond nam in 1892 de organisatie van het EK Kunstrijden over. In 1895 werd besloten voortaan de Wereldkampioenschappen kunstschaatsen te organiseren en kwam het EK te vervallen. In 1896 vond de eerste editie voor de mannen plaats. Vanaf 1898 vond toch weer een herstart plaats van het EK Kunstrijden.
In 1906, tien jaar na het eerste WK voor de mannen, werd het eerste WK voor de vrouwen georganiseerd en twee jaar later, in 1908, vond het eerste WK voor de paren plaats. In 1952 werd de vierde discipline, het WK voor de ijsdansers, eraan toegevoegd.
Er werden geen kampioenschappen gehouden tijdens en direct na de Eerste Wereldoorlog (1915-1921) en tijdens en direct na de Tweede Wereldoorlog (1940-1946) en in 1961 vanwege de Sabena vlucht 548 vliegtuigramp op 15 februari op Zaventem waarbij alle passagiers, waaronder de voltallige Amerikaanse delegatie voor het WK kunstrijden op weg naar Praag, om het leven kwamen.

## Deelname
Er namen deelnemers uit 35 landen deel aan deze kampioenschappen. Zij vulden 119 startplaatsen in. Voor het eerst nam er een deelnemer uit Armenië deel aan het WK Kunstschaatsen, Kaho Koinuma en Tigran Arakelian kwamen uit bij het ijsdansen. Er namen geen deelnemers uit België deel.
Voor Nederland nam Monique van der Velden voor de tweede keer deel bij de vrouwen.
(Tussen haakjes het totaal aantal startplaatsen over de disciplines.)
| Canada (10) Frankrijk (10) Rusland (10) Duitsland (8) Oekraïne (8) Verenigde Staten (7) Japan (6) | Tsjechië (5) Verenigd Koninkrijk (5) Finland (4) Italië (4) Oostenrijk (4) Polen (4) Hongarije (3) | Wit-Rusland (3) Australië (2) China (2) Estland (2) Kazachstan (2) Oezbekistan (2) Taiwan (2) | Zwitserland (2) Armenië (1) Bulgarije (1) Denemarken (1) Israël (1) Kroatië (1) Letland (1) | Litouwen (1) Nederland (1) Noorwegen (1) Roemenië (1) Slovenië (1) Spanje (1) Zuid-Afrika (1) |

## Medailleverdeling
Bij de mannen prolongeerde Elvis Stojko zijn in 1994 veroverde wereldtitel, het was zijn vierde medaille, in 1992 werd hij derde en in 1993 tweede. Todd Eldredge op de tweede plaats veroverde zijn tweede WK medaille, in 1991 werd hij derde. Philippe Candeloro op plaats drie veroverde ook zijn tweede WK medaille, in 1994 werd hij tweede.
Bij de vrouwen veroverde de Chinese Chen Lu de eerste wereldtitel bij het kunstschaatsen voor haar land, het was haar derde WK medaille in 1992 en 1993 eindigde ze op de derde plaats. Surya Bonaly veroverde haar derde opeenvolgende WK medaille, zij werd net als in 1993 en 1994 tweede. Nicole Bobek op de derde plaats veroverde haar eerste medaille.
Bij het paarrijden veroverden Radka Kovaříková / René Novotný de wereldtitel, het was hun tweede medaille, in 1992 werden zij derde. Het was de eerste wereldtitel voor Tsjechië sinds de scheiding met Slowakije. Voor Tsjechoslowakije hadden Alena Vrzáňová (1949, 1950) bij de vrouwen, Eva Romanová / Pavel Roman (1962, 1963, 1964, 1965) bij het ijsdansen en Ondrej Nepela (1971, 1972, 1973) bij de mannen negen wereldtitels binnengehaald. Yevgenya Shishkova / Vadim Naumov veroverden hun derde WK medaille, in 1993 werden zij derde en in 1994 wereldkampioen. Jenni Meno / Todd Sand op de derde plaats veroverden als paar hun eerste WK medaille. In 1991 veroverde Todd Sand ook de derde plaats met zijn toenmalige schaatspartner Natasha Kuchiki.
Bij het ijsdansen prolongeerden Oksana Grishuk / Jevgeni Platov hun in 1994 veroverde wereldtitel. Het was hun vierde medaille, in 1992 werden zij derde en in 1993  tweede. Susanna Rahkamo / Petri Kokko op de tweede plaats stonden voor de tweede keer op het erepodium, in 1994 werden zij derde. Sophie Moniotte / Pascal Lavanchy op plaats drie stonden ook voor de tweede keer op het erepodium, in 1994 werden zij tweede. 
| Discipline | Goud ·                          | Zilver ·                          | Brons ·                           |
| ---------- | ------------------------------- | --------------------------------- | --------------------------------- |
| Mannen     | Elvis Stojko                    | Todd Eldredge                     | Philippe Candeloro                |
| Vrouwen    | Chen Lu                         | Surya Bonaly                      | Nicole Bobek                      |
| Paren      | Radka Kovaříková / René Novotný | Yevgenya Shishkova / Vadim Naumov | Jenni Meno / Todd Sand            |
| IJsdansen  | Oksana Grishuk / Jevgeni Platov | Susanna Rahkamo / Petri Kokko     | Sophie Moniotte / Pascal Lavanchy |

## Uitslagen

### Mannen / Vrouwen
| Mannen                             | Mannen                   | Mannen                       | Mannen   | Mannen | Mannen | Mannen |
| #                                  | naam                     | land                         | deelname |        |        |        |
| ---------------------------------- | ------------------------ | ---------------------------- | -------- | ------ | ------ | ------ |
| Goud                               | Elvis Stojko             | Vlag van Canada              | 6        |        |        |        |
| Zilver                             | Todd Eldredge            | Vlag van Verenigde Staten    | 4        |        |        |        |
| Brons                              | Philippe Candeloro       | Vlag van Frankrijk           | 5        |        |        |        |
| 4                                  | Alexei Urmanov           | Vlag van Rusland             | 5        |        |        |        |
| 5                                  | Eric Millot              | Vlag van Frankrijk           | 4        |        |        |        |
| 6                                  | Viatsjeslav Zahorodnjoek | Vlag van Oekraïne            | 5        |        |        |        |
| 7                                  | Scott Davis              | Vlag van Verenigde Staten    | 3        |        |        |        |
| 8                                  | Steven Cousins           | Vlag van Verenigd Koninkrijk | 6        |        |        |        |
| 9                                  | Ilia Kulik               | Vlag van Rusland             | 1        |        |        |        |
| 10                                 | Zsolt Kerekes            | Vlag van Hongarije           | 2        |        |        |        |
| 11                                 | Michael Shmerkin         | Vlag van Israël              | 3        |        |        |        |
| 12                                 | Dmitri Dmitrenko         | Vlag van Oekraïne            | 2        |        |        |        |
| 13                                 | Vasili Jeremenko         | Vlag van Oekraïne            | 1        |        |        |        |
| 14                                 | Cornel Gheorghe          | Vlag van Roemenië            | 5        |        |        |        |
| 15                                 | Markus Leminen           | Vlag van Finland             | 2        |        |        |        |
| 16                                 | Thierry Cerez            | Vlag van Frankrijk           | 1        |        |        |        |
| 17                                 | Sebastien Britten        | Vlag van Canada              | 2        |        |        |        |
| 18                                 | Ronny Winkler            | Vlag van Duitsland           | 5        |        |        |        |
| 19                                 | Clive Shorten            | Vlag van Verenigd Koninkrijk | 1        |        |        |        |
| 20                                 | Alexandre Mouraschko     | Vlag van Wit-Rusland         | 3        |        |        |        |
| 21                                 | Fabrizio Garattoni       | Vlag van Italië              | 3        |        |        |        |
| 22                                 | Zhongyi Jiao             | Vlag van China               | 2        |        |        |        |
| 23                                 | Naoki Shigematsu         | Vlag van Japan               | 1        |        |        |        |
| 24                                 | Florian Tuma             | Vlag van Oostenrijk          | 2        |        |        |        |
| Vrije kür niet bereikt             |                          |                              |          |        |        |        |
| 25                                 | Michael Tyllesen         | Vlag van Denemarken          | 4        |        |        |        |
| 26                                 | Robert Grzegorczyk       | Vlag van Polen               | 2        |        |        |        |
| 27                                 | Jan Erik Digernes        | Vlag van Noorwegen           | 5        |        |        |        |
| 28                                 | Shin Amano               | Vlag van Japan               | 1        |        |        |        |
| 29                                 | David Liu                | Vlag van Taiwan              | 7        |        |        |        |
| 30                                 | Margus Hernits           | Vlag van Estland             | 2        |        |        |        |
| Niet gekwalificeerd voor korte kür |                          |                              |          |        |        |        |
| 31                                 | Marcus Christensen       | Vlag van Canada              | 3        |        |        |        |

| Vrouwen                            | Vrouwen                | Vrouwen                      | Vrouwen  | Vrouwen | Vrouwen | Vrouwen |
| #                                  | naam                   | land                         | deelname |         |         |         |
| ---------------------------------- | ---------------------- | ---------------------------- | -------- | ------- | ------- | ------- |
| Goud                               | Chen Lu                | Vlag van China               | 5        |         |         |         |
| Zilver                             | Surya Bonaly           | Vlag van Frankrijk           | 7        |         |         |         |
| Brons                              | Nicole Bobek           | Vlag van Verenigde Staten    | 2        |         |         |         |
| 4                                  | Michelle Kwan          | Vlag van Verenigde Staten    | 2        |         |         |         |
| 5                                  | Olga Markova           | Vlag van Rusland             | 2        |         |         |         |
| 6                                  | Laetitia Hubert        | Vlag van Frankrijk           | 5        |         |         |         |
| 7                                  | Irina Sloetskaja       | Vlag van Rusland             | 1        |         |         |         |
| 8                                  | Marie-Pierre Leray     | Vlag van Frankrijk           | 3        |         |         |         |
| 9                                  | Elena Liasjenko        | Vlag van Oekraïne            | 2        |         |         |         |
| 10                                 | Hanae Yokoya           | Vlag van Japan               | 1        |         |         |         |
| 11                                 | Joelia Lavrentsjoek    | Vlag van Oekraïne            | 1        |         |         |         |
| 12                                 | Junko Yaginuma         | Vlag van Japan               | 7        |         |         |         |
| 13                                 | Marina Kielmann        | Vlag van Duitsland           | 7        |         |         |         |
| 14                                 | Anna Rechnio           | Vlag van Polen               | 2        |         |         |         |
| 15                                 | Katerina Berankova     | Vlag van Tsjechië            | 2        |         |         |         |
| 16                                 | Kumiko Koiwai          | Vlag van Japan               | 1        |         |         |         |
| 17                                 | Simone Lang            | Vlag van Duitsland           | 3        |         |         |         |
| 18                                 | Lucinda Ruh            | Vlag van Zwitserland         | 1        |         |         |         |
| 19                                 | Jennifer Robinson      | Vlag van Canada              | 1        |         |         |         |
| 20                                 | Maria Nikitochkina     | Vlag van Wit-Rusland         | 1        |         |         |         |
| 21                                 | Tony Bombardieri       | Vlag van Italië              | 1        |         |         |         |
| 22                                 | Tatiana Malinina       | Vlag van Oezbekistan         | 3        |         |         |         |
| 23                                 | Krisztina Czako        | Vlag van Hongarije           | 4        |         |         |         |
| 24                                 | Jenna Arrowsmith       | Vlag van Verenigd Koninkrijk | 1        |         |         |         |
| Vrije kür niet bereikt             |                        |                              |          |         |         |         |
| 25                                 | Mojca Kopac            | Vlag van Slovenië            | 3        |         |         |         |
| 26                                 | Monique van der Velden | Vlag van Nederland           | 2        |         |         |         |
| 27                                 | Julia Lautowa          | Vlag van Oostenrijk          | 1        |         |         |         |
| 28                                 | Marta Andrade          | Vlag van Spanje              | 4        |         |         |         |
| 29                                 | Ivana Jakupcevic       | Vlag van Kroatië             | 1        |         |         |         |
| 30                                 | Mila Kajas             | Vlag van Finland             | 5        |         |         |         |
| Niet gekwalificeerd voor korte kür |                        |                              |          |         |         |         |
| 31                                 | Netty Kim              | Vlag van Canada              | 1        |         |         |         |
| -                                  | Tanja Szewczenko       | Vlag van Duitsland           | 3        | t.z.t.  |         |         |

### Paren / IJsdansen
| Goud   | Radka Kovaříková René Novotný           | Vlag van Tsjechië            | 6 / 10 |  |
| Zilver | Yevgenya Shishkova Vadim Naumov         | Vlag van Rusland             | 5      |  |
| Brons  | Jenni Meno Todd Sand                    | Vlag van Verenigde Staten    | 5 / 6  |  |
| 4      | Marina Eltsova Andrei Bushkov           | Vlag van Rusland             | 3      |  |
| 5      | Mandy Wötzel Ingo Steuer                | Vlag van Duitsland           | 5      |  |
| 6      | Maria Petrova Anton Sikharulidze        | Vlag van Rusland             | 2      |  |
| 7      | Elena Berezhnaya Oleg Sliakhov          | Vlag van Letland             | 3      |  |
| 8      | Kyoko Ina Jason Dungjen                 | Vlag van Verenigde Staten    | 2      |  |
| 9      | Sarah Abitbol Stephane Bernadis         | Vlag van Frankrijk           | 2      |  |
| 10     | Michelle Menzies Jean-Michel Bombardier | Vlag van Canada              | 2 / 3  |  |
| 11     | Danielle Carr Stephen Carr              | Vlag van Australië           | 11     |  |
| 12     | Elena Beloesovskaja Igor Maljar         | Vlag van Oekraïne            | 2      |  |
| 13     | Marina Khalturina Andrei Krukov         | Vlag van Kazachstan          | 2      |  |
| 14     | Jodeyne Higgins Sean Rice               | Vlag van Canada              | 2      |  |
| 15     | Allison Gaylor David Pelletier          | Vlag van Canada              | 1      |  |
| 16     | Dorota Zagórska Mariusz Siudek          | Vlag van Polen               | 1 / 3  |  |
| 17     | Lesley Rogers Michael Aldred            | Vlag van Verenigd Koninkrijk | 1 / 2  |  |
| 18     | Silvia Dimitrov Rico Rex                | Vlag van Duitsland           | 1      |  |
| 19     | Marte Andrella Dmitri Kaploun           | Vlag van Italië              | 2      |  |
| 20     | Ulrike Gerstl Bjorn Lobenwein           | Vlag van Oostenrijk          | 1      |  |
| 21     | Polina Djo Evgeny Sviridov              | Vlag van Oezbekistan         | 1      |  |
| 22     | Veronika Joukalova Otto Dlabola         | Vlag van Tsjechië            | 1      |  |
| 23     | Jekaterina Silnitzkaja Mirko Mueller    | Vlag van Duitsland           | 1      |  |

| IJsdansen              | IJsdansen                               | IJsdansen                    | IJsdansen | IJsdansen | IJsdansen | IJsdansen |
| #                      | naam                                    | land                         | deelname  |           |           |           |
| ---------------------- | --------------------------------------- | ---------------------------- | --------- | --------- | --------- | --------- |
| Goud                   | Oksana Grishuk Jevgeni Platov           | Vlag van Rusland             | 6 / 7     |           |           |           |
| Zilver                 | Susanna Rahkamo Petri Kokko             | Vlag van Finland             | 9         |           |           |           |
| Brons                  | Sophie Moniotte Pascal Lavanchy         | Vlag van Frankrijk           | 4         |           |           |           |
| 4                      | Shae-Lynn Bourne Victor Kraatz          | Vlag van Canada              | 3         |           |           |           |
| 5                      | Angelika Krylova Oleg Ovsiannikov       | Vlag van Rusland             | 3 / 1     |           |           |           |
| 6                      | Marina Anissina Gwendal Peizerat        | Vlag van Frankrijk           | 2         |           |           |           |
| 7                      | Tatjana Navka Samuel Gezolian           | Vlag van Wit-Rusland         | 3         |           |           |           |
| 8                      | Irina Romanova Igor Jarosjenko          | Vlag van Oekraïne            | 3         |           |           |           |
| 9                      | Katerina Mrazova Martin Simecek         | Vlag van Tsjechië            | 5 / 6     |           |           |           |
| 10                     | Rene Rocha Gorsha Sur                   | Vlag van Verenigde Staten    | 2         |           |           |           |
| 11                     | Jennifer Goolsbee Hendryk Schamberger   | Vlag van Duitsland           | 5 / 9     |           |           |           |
| 12                     | Margarita Drobiazko Povilas Vanagas     | Vlag van Litouwen            | 4         |           |           |           |
| 13                     | Elizaveta Stekolnikova Dmitri Kazarliga | Vlag van Kazachstan          | 3         |           |           |           |
| 14                     | Sylwia Nowak Sebastian Kolasiński       | Vlag van Polen               | 2         |           |           |           |
| 15                     | Irina Lobecheva Ilia Averbukh           | Vlag van Rusland             | 2         |           |           |           |
| 16                     | Diane Gerencser Alexander Stanislav     | Vlag van Zwitserland         | 6 / 3     |           |           |           |
| 17                     | Jennifer Boyce Michel Brunet            | Vlag van Canada              | 1         |           |           |           |
| 18                     | Allison MacLean Konrad Schaub           | Vlag van Oostenrijk          | 1         |           |           |           |
| 19                     | Kati Winkler Rene Lohse                 | Vlag van Duitsland           | 1         |           |           |           |
| 20                     | Barbara Piton Alexandre Piton           | Vlag van Frankrijk           | 1         |           |           |           |
| 21                     | Michelle Fitzgerald Kyle Vincent        | Vlag van Verenigd Koninkrijk | 1         |           |           |           |
| 22                     | Olena Hroesjyna Roeslan Hontsjarov      | Vlag van Oekraïne            | 2         |           |           |           |
| 23                     | Kaho Koinuma Tigran Arakelian           | Vlag van Armenië             | 1         |           |           |           |
| 24                     | Albena Denkova Hristo Nikolov           | Vlag van Bulgarije           | 4 / 5     |           |           |           |
| Vrije kür niet bereikt |                                         |                              |           |           |           |           |
| 25                     | Francesca Fermi Andrea Baldi            | Vlag van Italië              | 1         |           |           |           |
| 26                     | Aya Kawai Hiroshi Tanaka                | Vlag van Japan               | 1 / 2     |           |           |           |
| 27                     | Sarka Vondrkova Lukas Kral              | Vlag van Tsjechië            | 1         |           |           |           |
| 28                     | Komelia Barany Gyula Szombathelyi       | Vlag van Hongarije           | 1         |           |           |           |
| 29                     | Anna Mosenkova Dmitri Kurakin           | Vlag van Estland             | 2         |           |           |           |
| 30                     | Katri Kuusniemi Jamie Walker            | Vlag van Finland             | 1         |           |           |           |
| 31                     | Christine Seydel Duncan Smart           | Vlag van Australië           | 2 / 6     |           |           |           |
| 32                     | Fiona Kirk Clinton King                 | Vlag van Zuid-Afrika         | 3         |           |           |           |
| -                      | Yuh-Shen Lai Wei-Wen Lai                | Vlag van Taiwan              | 2         | t.z.t.    |           |           |